# Spanische Badminton-Mannschaftsmeisterschaft 2019/20
Die Spanische Badminton-Mannschaftsmeisterschaft 2019/20 war die 34. Auflage der Teamtitelkämpfe in Spanien. Sie startete am 7. September 2019 und endete am 1. März 2020. Meister wurde Recreativo de Huelva-IES La Orden. Die avisierten Play-offs wurden abgesagt.

## Teilnehmende Mannschaften
| Team            | Ort          | Spielstätte                      |
| --------------- | ------------ | -------------------------------- |
| CB IES La Orden | Huelva       | Polideportivo Andrés Estrada     |
| CB Rinconada    | La Rinconada | Pabellón Fernando Martín         |
| CB Oviedo       | Oviedo       | Polideportivo Corredoria Arena   |
| CB Pitiús       | Ibiza        | Polideportivo Insular Blancadona |
| CB Benalmádena  | Benalmádena  | Polideportivo Arroyo de la Miel  |
| CB Arjonilla    | Arjonilla    | Pabellón Municipal de Arjonilla  |
| CB Alicante     | Alicante     | Pabellón Pedro Ferrándiz         |
| CB San Fernando | Valencia     | Pabellón Fuensanta               |

## Endstand
|   | Team                              | Punkte | J  | G  | P  | PG | PP | JF  | JC  | PF   | PC   |
| - | --------------------------------- | ------ | -- | -- | -- | -- | -- | --- | --- | ---- | ---- |
| 1 | Recreativo de Huelva-IES La Orden | 36     | 14 | 12 | 2  | 69 | 29 | 149 | 72  | 4220 | 3468 |
| 2 | Club Bádminton Rinconada          | 33     | 14 | 11 | 3  | 64 | 34 | 139 | 90  | 4285 | 3946 |
| 3 | Ovida Bádminton Oviedo            | 30     | 14 | 10 | 4  | 66 | 32 | 148 | 79  | 4358 | 3671 |
| 4 | CB Pitiús                         | 27     | 14 | 9  | 5  | 50 | 48 | 116 | 105 | 3909 | 3884 |
| 5 | CB Arjonilla                      | 18     | 14 | 6  | 8  | 47 | 51 | 108 | 118 | 3979 | 4096 |
| 6 | CB San Fernando Valencia          | 12     | 14 | 4  | 10 | 35 | 63 | 82  | 142 | 3783 | 4267 |
| 7 | CD Bádminton Benalmádena          | 6      | 14 | 2  | 12 | 31 | 67 | 74  | 145 | 3555 | 4174 |
| 8 | CB Alicante                       | 6      | 14 | 2  | 12 | 30 | 68 | 79  | 144 | 3686 | 4269 |